# Gallo (empresa)
Gallo Worldwide é a empresa detentora da marca portuguesa Gallo, uma das maiores marcas de azeite no mundo, presente em mais de 40 países. Fundada por Victor Guedes em 1919, está sediada em Portugal e tem a sua fábrica, Victor Guedes, situada em Abrantes, Portugal.
Para além de azeites, a principal categoria de produtos da marca, Gallo comercializa também vinagres, vinagrete, piri-piri (pimenta) e azeitonas de mesa.

## História

### Fundação
A marca Gallo foi registrada em 1919 por Victor Guedes, porém há registros que tenha existido bem antes desta data. Existem documentos que comprovam sua participação em 1908, em uma exposição comemorativa ao centenário da abertura dos portos brasileiros à navegação internacional.

### Crescimento
Esta passagem carece de fontes

## Produtos
A Gallo produz azeites extra virgem, virgem, puro e aromatizados (orégãos, mangericão, tomilho, estragão e limão). Produz também outras especiarias, como vinagres, piri-piri (pimenta) e azeitonas:
Azeite
- Azeite Ano-Novo
- Escolha Grande
- Colheita ao Luar
- Colheita Madura
- Clássico
- Reserva
- Meu Primeiro Azeite
- Suave
- Gourmet
- Delicado
- Virgem
- Sublime

Vinagre
- Balsâmico
- Balsâmico Branco
- Espumante
- Framboesa
- Sidra
- Vinho Tinto
- Vinho Branco